# Медалі Пошани (Японія)
Медалі Пошани (яп. 褒章, хо:сё:), що частіше називаються за відповідними муаровими орденськими стрічками Медаль Пошани з Пурпуровою стрічкою, Медаль з Синьою Стрічкою і т. д. — сімейство нагород (медалей), що присуджуються приватним особам за заслуги і досягнення в різних галузях суспільного життя, що складають молодший ранг системи державних орденів і медалей Японії.
Первинний статут нагороди був встановлений декретом Палати великої державної ради Японії «Статут Медалі Пошани» (яп. 褒章, хо:сьо) від 7 грудня 1881 року, що встановив її в трьох варіантах: з червоною, зеленою і блакитною орденськими стрічками (див. нижче). Згодом були введені ще три категорії нагородження (остання, «з пурпуровою стрічкою» — в 1955 році), а одна з первинних (із зеленою стрічкою) — скасована в 1950-х роках у зв'язку зі зміною громадських цінностей і знову введена в 2003 році з іншим формулюванням.
Церемонія нагородження Медалями Пошани проходить щорічно двічі на рік: 29 квітня (День Сьова, на честь дня народження імператора Хірохіто) і 3 листопада (День культури, початково святкувався як день народження Імператора Мейдзі).

## Дизайн і складові частини нагороди
Для усіх категорій нагородження використовується єдиний дизайн медалі, відмінність проводиться за орденською муаровою стрічкою, що додається до неї. Історично використовувалися, принаймні, три різні дизайни медалі.
- Зразок 1887 року (використовувався, принаймні, для медалі Пошани з жовтою стрічкою): Срібна або золота медаль з рельєфним зображенням на аверсі імператорської печатки, написи з двох кандзі 褒章 (горизонтально) і корабельної гармати. Обтягнута муаровою стрічкою орденська колодка — трикутної форми[3].
- Зразок 1955—2002 років: Срібна медаль діаметром 30 мм з вертикальним рельєфним написом з двох кандзі 褒章, обрамлена двома гілками квітучої сакури; підвішується до муарової орденської стрічки відповідного кольору шириною 35 мм за допомогою срібного підвісу.
- Зразок 2003 року: (введений постановою № 55 Секретаріату Кабінету Міністрів Японії від 1 травня 2003 року). Біметалічна медаль діаметром 30 мм з вертикальним рельєфним написом 褒章 на позолоченому диску діаметром 17 мм, обрамленому срібним кільцем діаметром 30 мм з рельєфом у вигляді пелюсток сакури; підвіс і орденська стрічка аналогічні.

### «Орденські планки»
До медалей додаються аналоги орденських планок для носіння на лівій стороні грудей без самих медалей. У старому дизайні вони мали вигляд банта розміром 10,5 × 19,5 мм з відповідної орденської стрічки на шпильці, в новому — «розетки» діаметром 7 мм кольору відповідної орденської стрічки (аналогічно іншим орденам Японії).

### Сертифікат нагороди
До медалі також додається сертифікат нагороди (яп. 褒章の記, Хо:сьо: но Кі) розміром 36,4 × 51.5 см із зображенням імператорської хризантеми і присудженої нагороди відповідно вгорі та внизу аркуша, з великою печаткою Кабінету міністрів, ім'ям нагородженого, описом нагородження та особистою печаткою глави Секретаріату Кабінету міністрів і прем'єр-міністра Японії.

### Планки кратності
У разі неодноразового удостоєння лауреата Медаллю Пошани в тій самій категорії, додаткові присудження показуються срібними планками (яп. 飾版（銀）, сьокунан-гін), поперечними прикріплюваними до стрічки (аналогічно Medal bars в європейських системах нагород). При присудженні однієї й тієї ж нагороди понад 5 разів, п'ять срібних планок замінюються на одну фігурну золоту c зображенням квітучої сакури (яп. 飾版（金）, сьокунан-кін). Найчастіше зустрічаються з медалями з синьою стрічкою за щедрі фінансові пожертви.

### Інші форми нагородження
Статут нагороди передбачає її повну форму лише для прижиттєвого нагородження приватних осіб.
Компанії та організації, діяльність яких оцінюється на тому ж рівні, можуть отримати нагороду у формі почесної грамоти (яп. 褒状, Хо:дзё:), аналогічної сертифікату нагороди.
По смерті лауреата до нагородження його сім'я удостоюється так званого посмертного нагородження сім'ї померлого (яп. 遺族追賞, Ідзоку Цуйсьо:) у формі аналогічної почесної грамоти або цінного подарунка (як правило, срібної або дерев'яною чаші-«кубка» із зображенням імператорської печатки).

## Різновиди по орденських стрічках

### Медаль з червоною стрічкою

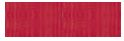
Червона стрічка

Уперше присуджена в 1882. Призначена для нагородження осіб, що ризикували своїм життям для порятунку життів інших. У 2005 медаллю був нагороджений 15-річний підліток за порятунок пасажирів тонучого автомобіля, ставши таким чином наймолодшим її лауреатом за багато років; у 2011 році нижня межа віку нагороджених знову зменшився — до 13 років.

### Медаль із зеленою стрічкою

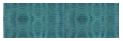
Зелена стрічка

Уперше присуджена в 1882. Спочатку призначалася для нагородження «дітей, онуків, дружин і слуг за видатні акти благочестя і шанобливості, а також тим, хто старанністю і завзяттям виконання своїх професійних обов'язків став зразком для наслідування».
Зміна громадських цінностей після Другої світової війни привела до його фактичного скасування після 1950; після 1955 це до деякої міри було компенсовано нагородженням Медаллю з жовтою стрічкою (див. нижче). Проте з 2003 року присудження цієї нагороди було відновлене, з новим формулюванням: «особам видатної моралі, що активно служать суспільству».

### Медаль з жовтою стрічкою

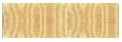
Жовта стрічка

Введена імператорським декретом № 16 від 1887 року; розпорядженням кабінету міністрів № 4 від 1947 року скасована (з передачею її призначення під «зелену стрічку»; фактично останнє нагородження в старому форматі було в 1894), відновлена в 1955. Призначена для нагородження приватних осіб, чия старанність і завзяття при виконанні своїх професійних обов'язків зробила їх публічними зразками для наслідування.

### Медаль з пурпуровою стрічкою

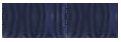
Пурпурова стрічка

Наймолодша нагорода з цього сімейства, вперше присуджена в 1955. Призначена для нагородження приватних осіб, що зробили значний внесок в досягнення науки і мистецтва.

### Медаль з блакитною стрічкою

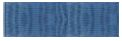
Блакитна стрічка

Уперше присуджена в 1882. Призначена для нагородження приватних осіб, що здійснили значні досягнення задля громадського блага і служіння суспільству.

### Медаль з синьою стрічкою

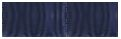
Синя стрічка

Уперше присуджена в 1919. Призначена для нагородження приватних осіб, що зробили видатні фінансові пожертви на народне благо. На відміну від інших медалей сімейства, на їхньому реверсі не вибивається ім'я нагородженого.